# Ladakhomorpha
 Ladakhomorpha is een geslacht van wandelende takken uit de familie Bacillidae. De wetenschappelijke naam van dit geslacht is voor het eerst voorgesteld door Frank Hennemann en Oskar V. Conle in een publicatie uit 1999.
Dit geslacht is monotypisch, dat wil zeggen dat het maar één soort heeft namelijk Ladakhomorpha longipes Hennemann & Conle, 1999 die in India voorkomt.